# Долтон (Илиноис)
Долтон (енгл. Dolton) град је у америчкој савезној држави Илиноис.

## Демографија
По попису из 2010. године број становника је 23.153, што је 2.461 (-9,6%) становника мање него 2000. године.
| Група             | 2000.          | 2010.          |
| Белци             | 3.390 (13,2%)  | 1.226 (5,3%)   |
| Афроамериканци    | 21.098 (82,4%) | 21.046 (90,9%) |
| Азијати           | 144 (0,6%)     | 68 (0,3%)      |
| Хиспаноамериканци | 791 (3,1%)     | 622 (2,7%)     |
| Укупно            | 25.614         | 23.153         |